# Fengcong
Fengcong je kraška oblika podobna fenglinu. Razlika s fenglinom je v tem, da ima dva ali več stolpov s skupno bazo. Fencong kras je stožčasta oblika krasa, podobna oblika cockpit pa je depresijska oblika.